# Chandler Kinney
Chandler Kinney, född den 3 augusti 2000 i Sacramento, är en amerikansk skådespelerska.
Kinney har bland annat medverkat i serierna Lethal Weapon och Pretty Little Liars: Original Sin där hon spelade Tabitha "Tabby" Haworthe, en av huvudpersonerna. I Zombies 4: Dawn of the Vampires spelar hon Willa, en av de centrala karaktärerna i filmen.

## Filmografi (i urval)
- 2016–2019 – Lethal Weapon (TV-serie)
- 2022–2024 – Pretty Little Liars: Original Sin (TV-serie)
- 2025 – Zombies 4: Dawn of the Vampires